# 뉴욕 지하철 Q선
뉴욕 지하철 Q선 브로드웨이 익스프레스 라인은 뉴욕 퀸스의 애스토리아 디티마스 블루바드 역과 맨해튼의 코니아일랜드 - 스테윌 번가 역까지 운행하는 뉴욕 지하철 급행 노선이다.  N노선과 달리 일부 역을 통과한다.